# 마쓰야 푸드
㈜ 마쓰야 푸드, 또는 마츠야 푸드는 (일본어: 松屋フーズ, まつやフーズ, 영어: Matsuya Foods Company, Limited)는 쇠고기 덮밥, 돼지고기 덮밥, 카레라이스, 그리고 여러 가지 정식(定食)등을 주메뉴로 하는 일본의 규동 체인점으로, 본사는 도쿄도 무사시노시에 있다.
주식회사 마쓰야 푸드 홀딩스의 자회사인 주식회사 마쓰야 푸드가 운영하고 있다. 규동 체인점 중 매출액 및 점포수가 스키야, 요시노야에 이어 일본 3위다.

## 개요
1966년에 도쿄도 네리마구의 주택가에 중화반점 마쓰야(中華飯店 松屋)라는 이름으로 개업한 것이 시작이었다. 그러다가 주택가가 아닌 상점가에서 장사를 할 필요를 느껴, 1968년 6월, 에코다에 소고기 덮밥 및 고기정식을 주메뉴로 하는 '마쓰야(松屋)'를 개업하였다. 그 곳은 2008년 기준으로 에코다 점으로 운영되고 있으며, 개업 1호점으로 간주된다. 이 후 처음 개업한 중화반점 마쓰야는 1969년에 문을 닫았다.
소고기 덮밥 이외의 카레라이스나 정식등의 비율이 높은 것이 다른회사와 다른 점이라 할 수 있다. 이것은 1호점인 에코다점 근처가 대학등이 많은 학생가로 낮에는 학생으로 붐비고, 베드타운이기도 하는 것부터 밤에는 독신 회사원이 돌아온다고 하는 당시의 토지의 특성을 고려해, 학생용의 규동 뿐만이 아니라 독신 회사원용으로 정식을 제공하는 스타일을 채용했다. 규동, 정식, 카레의 3가지를 중심으로 메뉴를 구성함으로써 이후의 전개에 있어서도 이 방침을 유지하고 있다.
로고는 쟁반 위에 사발과 일본식 된장국 그릇을 모티브로 한 것으로, 덮밥이나 카레라이스가 나올 때 된장국이 같이 나오는 마쓰야의 특색을 살린 것이라 할 수 있다.
2008년부터 시행된 환경 정책 때문에 여태까지 나무젓가락을 제공했던 것을, 씻어서 재활용할 수 있는 일반 젓가락으로 대체하였다.
2015년경부터 '마츠야'의 출점수가 거의 제자리 걸음인 것에 비해, 제2의 주력 업태로서 돈가스점 '마쓰노야'의 출점을 가속시키고 있다. 저가의 돈가스 체인점은 그 밖에 '가쓰야'가 어느 정도로 경합이 적은 것에 가세해 기존의 마쓰야 점포 근처에 좋은 조건의 건물이 발견되었을 때에 같은 브랜드의 점포는 내기 어렵다고 하는 사정도 있다고 한다.
2023년 현재는 '마쓰야'나 '마쓰노야(松のや)'를 중심으로, 점포 하나에서 복수 브랜드를 제공하는 복합점도 적극적으로 출점하고 있다.
마쓰야에서는 쇠고기 덮밥을 규동이 아니라 규메시(牛めし)라고 부르고 있다. 규는 소고기, 메시(めし=飯)는 밥이라는 뜻이다.

## 특징

### 식자재
마쓰야의 점포가 에코다점 하나밖에 없었던 초창기에는 경쟁사였던 요시노야와 고기 등 식재료의 도매를 공유했던 적이 있었다. 당시 마쓰야의 사장이 우연히 요시노야에 들렀는데 그 맛에 감탄을 하게 되었고, 이에 대한 연구를 통해 익힌 것이다. 요시노야는 도쿄의 쓰키지에서 첫 점포를 운영했었고, 신바시에 2호점을 열었을 때 마쓰야의 사장을 영입하려고 했지만, 마쓰야의 사장은 정중하게 거절했고, 이것에 기인하여 독자적인 맛을 연구하게 되었다.
2004년 2월 4일부터 광우병 문제로 미국산 쇠고기의 반입이 금지되었을 때도, 소고기 덮밥 이외의 비율이 높았던 것과 새로운 매뉴로 개발했던 돼지고기 덮밥이 BSE가 발견된 날에 완성됐다는 우연에 힘입어 주요 체인점 중 가장 늦은 2004년 2월 14일까지 쇠고기 덮밥을 판매하고 있었다. 이 후 중국산 쇠고기를 재료로 쓰기 시작함으로써 쇠고기 덮밥을 다시 내놓았고, 현재는 미국이나 캐나다산 쇠고기를 덮밥의 재료로 하고 있다. 또한 돼지고기 덮밥은 덴마크산 돼지를 재료로 쓰고 있다.

### 주문 방법
점원에게 직접 주문하지 않고, 가게 출입구에 있는 자동발매기로 식권을 구입하는 시스템을 채용하고 있다. 단, 주방 내에도 계산대를 마련하고 있어 매장 내에서 직접 점원에게 신청해 대금을 지불하고 추가 주문하는 것은 가능하다. 발매기는 일본어 외에 영어, 중국어, 한국어도 지원한다.
거의 모든 점포에서 현금 외에 Suica 등 교통카드에 의한 결제에 대응한 자동 발매기를 도입하고 있다. 2019년 2월 19일부터 QR코드결제가 가능해 PayPay, 라인페이, 위챗페이, 알리페이, 카카오페이 등을 지원하고 있다.
신형 발매기를 도입하고 있는 점포에서는 신용카드 결제도 가능하다. 신용카드를 지원하지 않는 매장이라도 마쓰야푸드 공식 앱에서 모바일 오더로 주문하면 신용카드 결제가 가능하다.

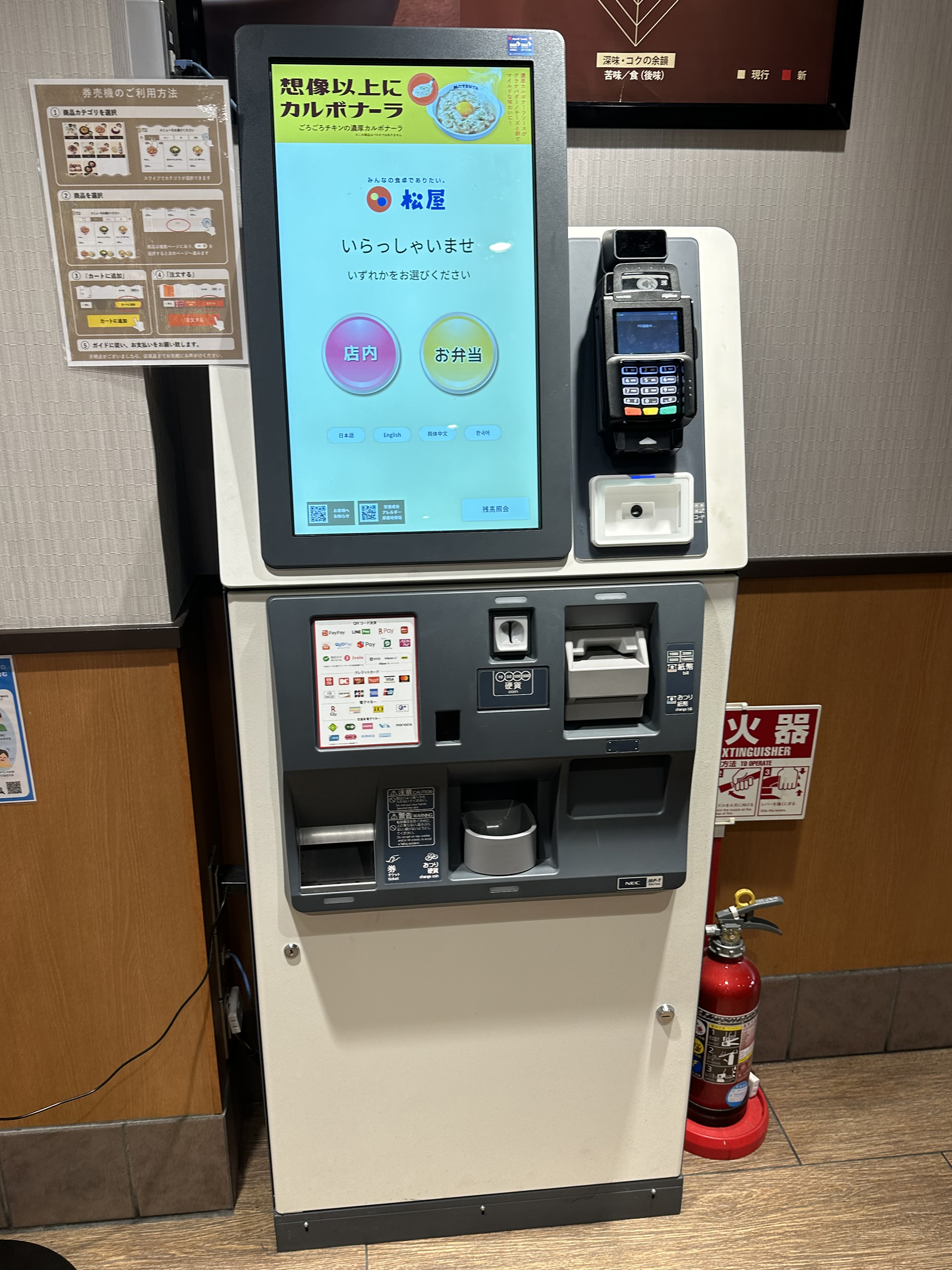
신용카드, 모바일 결제 등을 지원하는 신형 자동발매기 (2023년 1월)
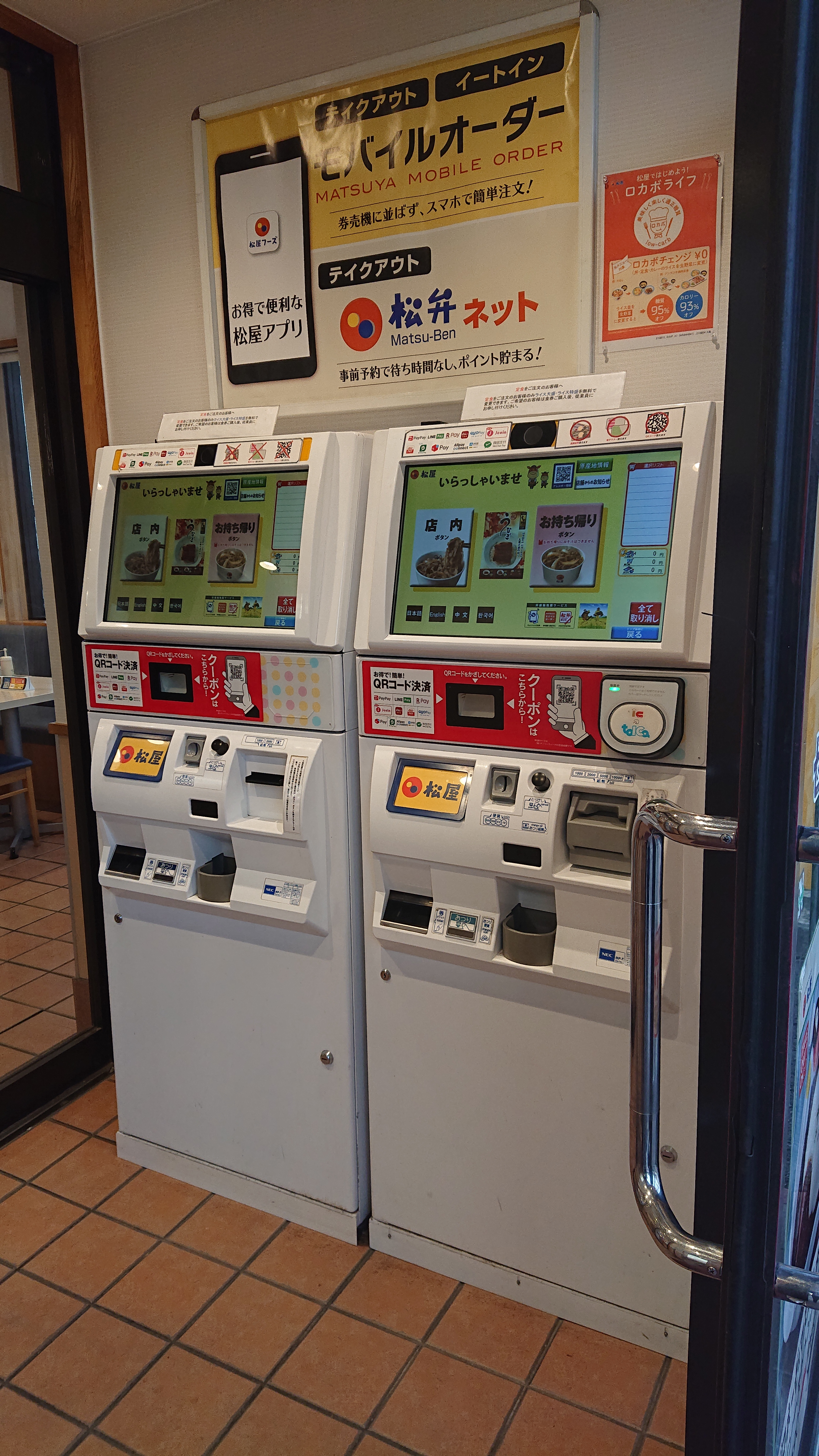
교통카드와 QR코드결제에 대응한 자동발매기 (신용카드 미지원)
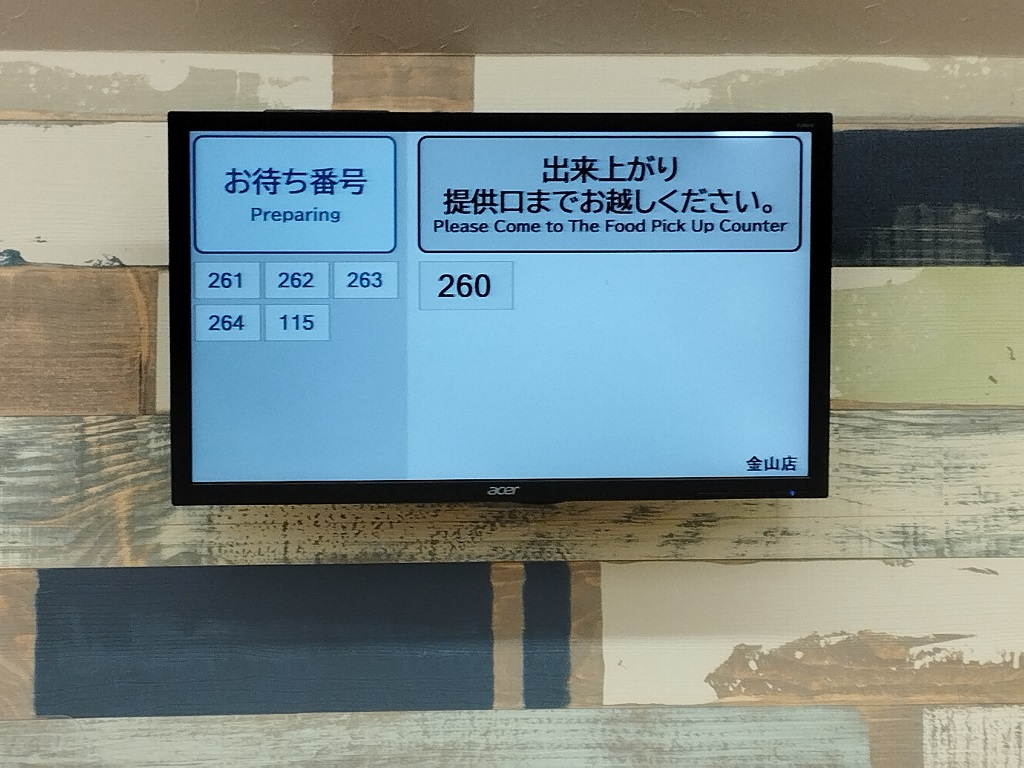
주문밥이 완성되면 번호로 표시되어 직접 받으러 가는 셀프방식 (가나야마점)
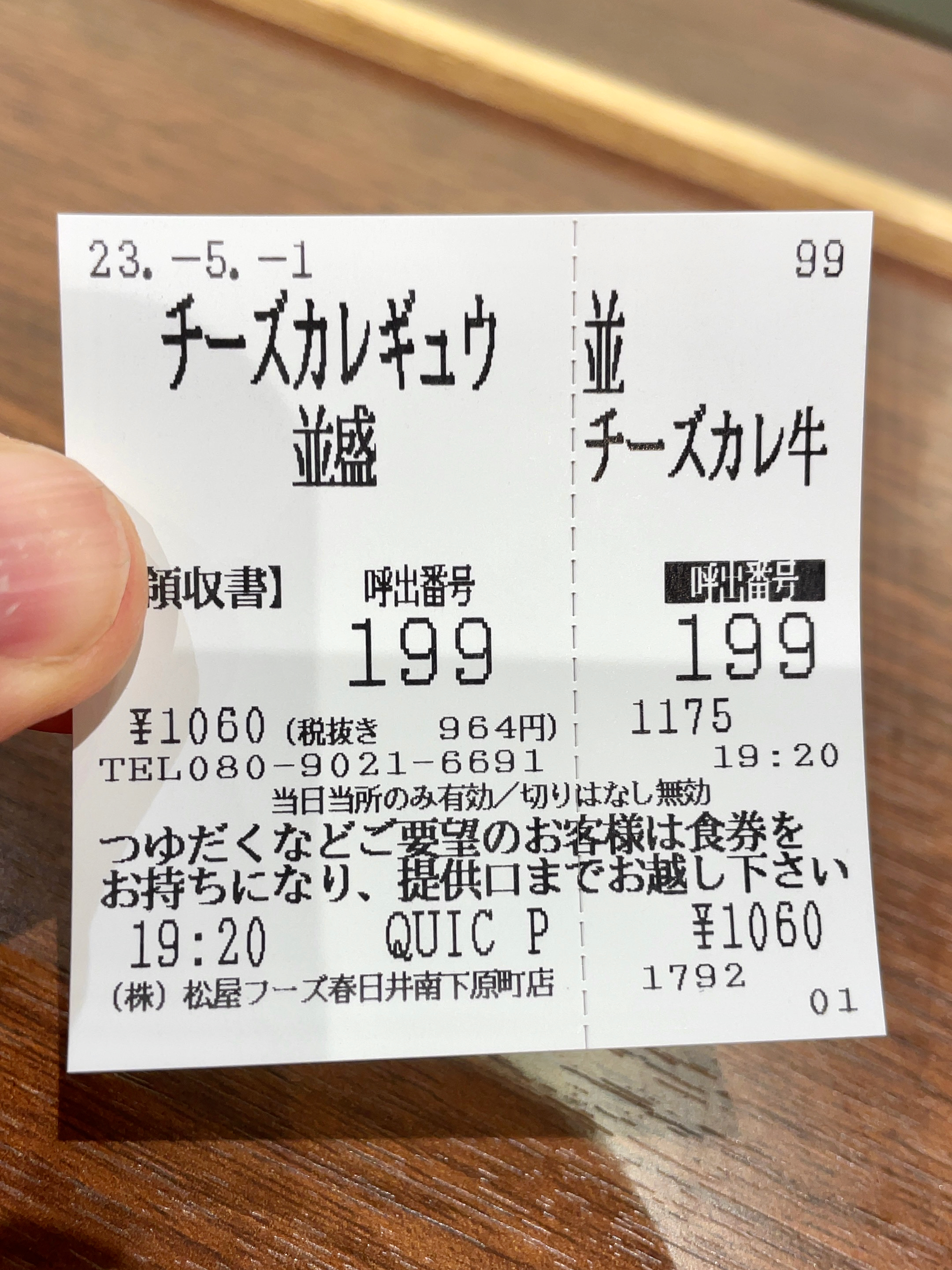
마쓰야의 식권 (주문일시, 주문메뉴, 가격, 대기번호가 적혀있다.)

## 연혁
- 1966년 6월 16일 - 중화반점 마쓰야(中華飯店 松屋)라는 이름으로 개업(1969년 1월까지 운영).
- 1968년 6월 - 쇠고기 덮밥 및 고기 정식을 주메뉴로 하는 마쓰야 개업(1호점).
- 1975년 10월 14일 - 유한회사 마쓰야 상사(有限会社松屋商事) 설립.
- 1980년 1월 16일 - 조직 개편으로 주식회사 마쓰야 상사(株式会社松屋商事) 설립(유한회사에서 계승).
- 1989년 6월 - 주식회사 마쓰야 푸드(株式会社松屋フーズ)로 상호 변경.
- 1990년 10월 - 장외시장(자스닥 증권거래소) 공개.
- 1999년 12월 - 도쿄 증권 거래소 제2부 상장.
- 2001년 3월 - 도쿄 증권 거래소 제1부 상장.
- 2002년 4월 - 환경 관리 시스템의 국제 규격 인증 ISO 14001 획득.
- 2002년 10월 - 품질관리 시스템의 국제 규격 ISO9001의 인증 취득.
- 2004년 11월 - 중화인민공화국 칭다오시에 진출.
- 2006년 3월 - 주식회사 고바야시 푸드 인터내셔널로부터 회전초밥(12지점) 인수.
- 2006년 12월 - 본사를 일본 도쿄도 네리마구에서 무사시노시로 이전.
- 2018년 10월 1일 - 마쓰야푸드 홀딩스를 모회사로 하는 지주회사 체제로 이행.

## 메뉴
마쓰야에서는 일반적인 가게에서 말하는 쇠고기 덮밥을 규메시(牛めし)라고 부르고 있다. 또 돼지고기 덮밥을 부타메시(豚めし), 카레+소고기를 가래규(カレギュウ), 샐러드를 생채소라고 부른다.
일본에서 쇠고기 수입이 자유화된 후, 마쓰야의 메뉴를 규동에 특화하는 것도 모색되었지만, 당시 이미 규동이라고 하면 요시노야라는 브랜드 이미지가 완성되어 있던 상황에서, 마쓰야가 규동에 특화해도 좋은 결과를 내기는 어렵고, 익숙한 3종류(규동, 정식, 카레)의 메뉴로 마켓에 호소하는 것이 좋다고 하여 각하되었다. 신메뉴는 상층부도 관여해 수시로 개발할 방침이며 수요가 낮은 메뉴는 종료하고 교체하며 수요가 높은 기존 메뉴도 적시 개량하고 있다.
식당안에서 식사를 할 경우는 무료로 메뉴에 된장국이 제공되나, 포장할 경우 유료로 별도 판매가 되고 있다.

### 현재의 주요 메뉴
- 쇠고기 덮밥
- 카레라이스
- 돈부리 (덮밥)
- 각종 정식
- 아침 정식 (5시부터 11시까지 판매. 포장 불가)
- 사이드 메뉴
- 토핑

그밖에 특정기간에만 판매하는 메뉴도 있음. 자세한 내용은 마쓰야 공식 사이트 '메뉴' 참조.

### 즉석 식품
매장에서 직접 사가거나 전화 및 인터넷 주문으로도 할 수 있다.
- 쇠고기 덮밥 팩, 돼지고기 덮밥 팩
- 오리지널 카레

### 갤러리

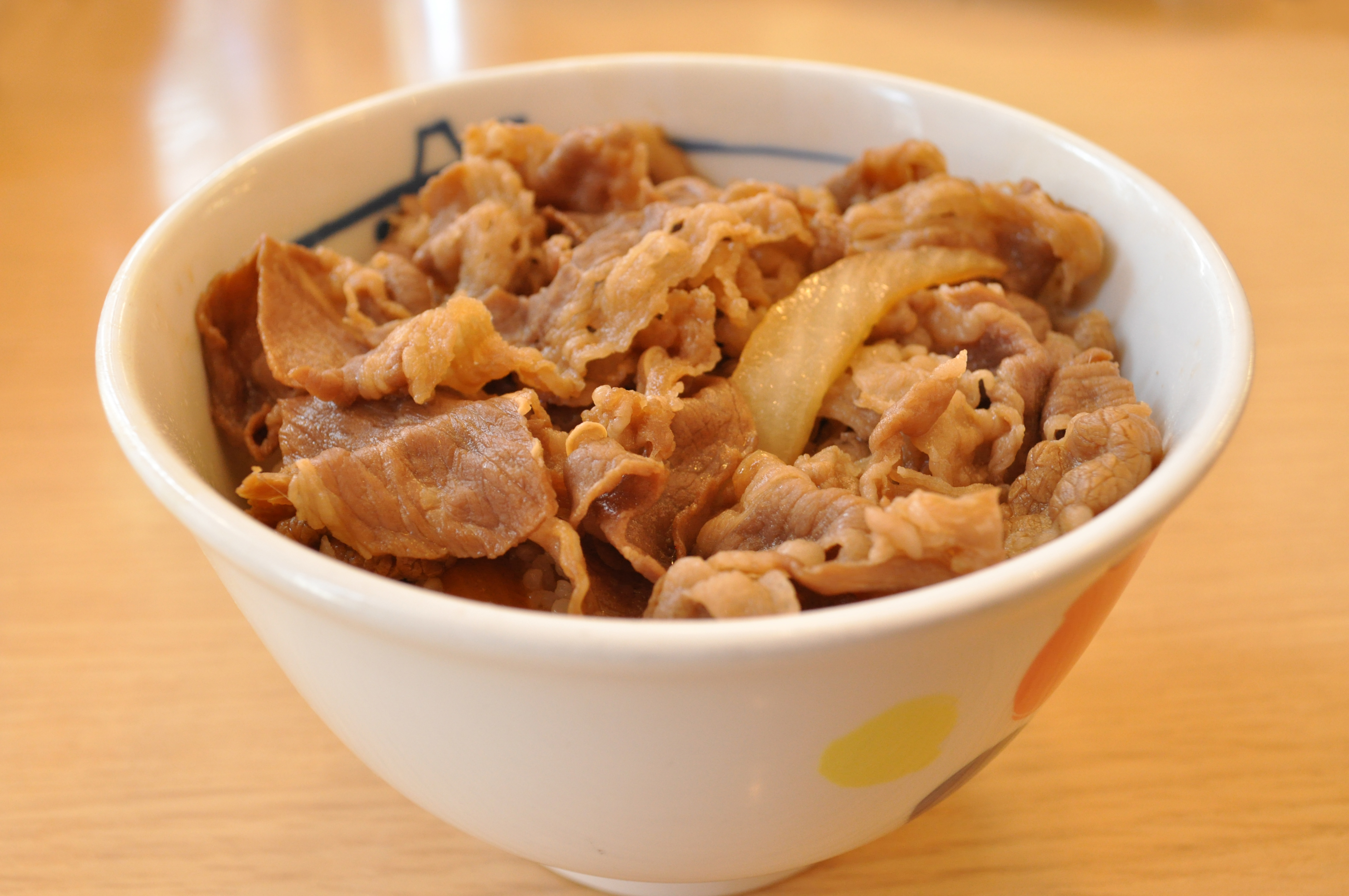
규메시 (보통 사이즈) 400엔
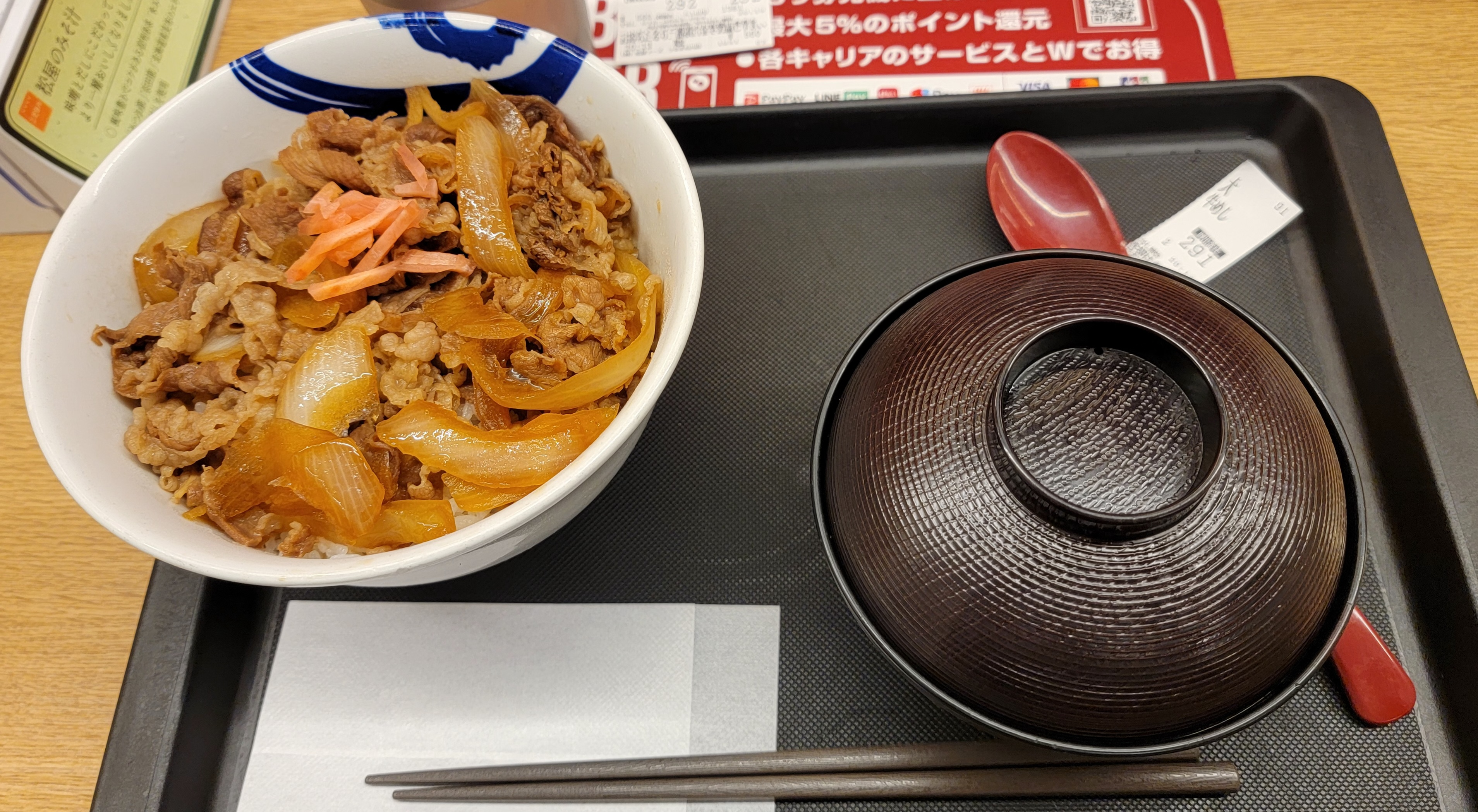
규메시(곱배기)와 된장국
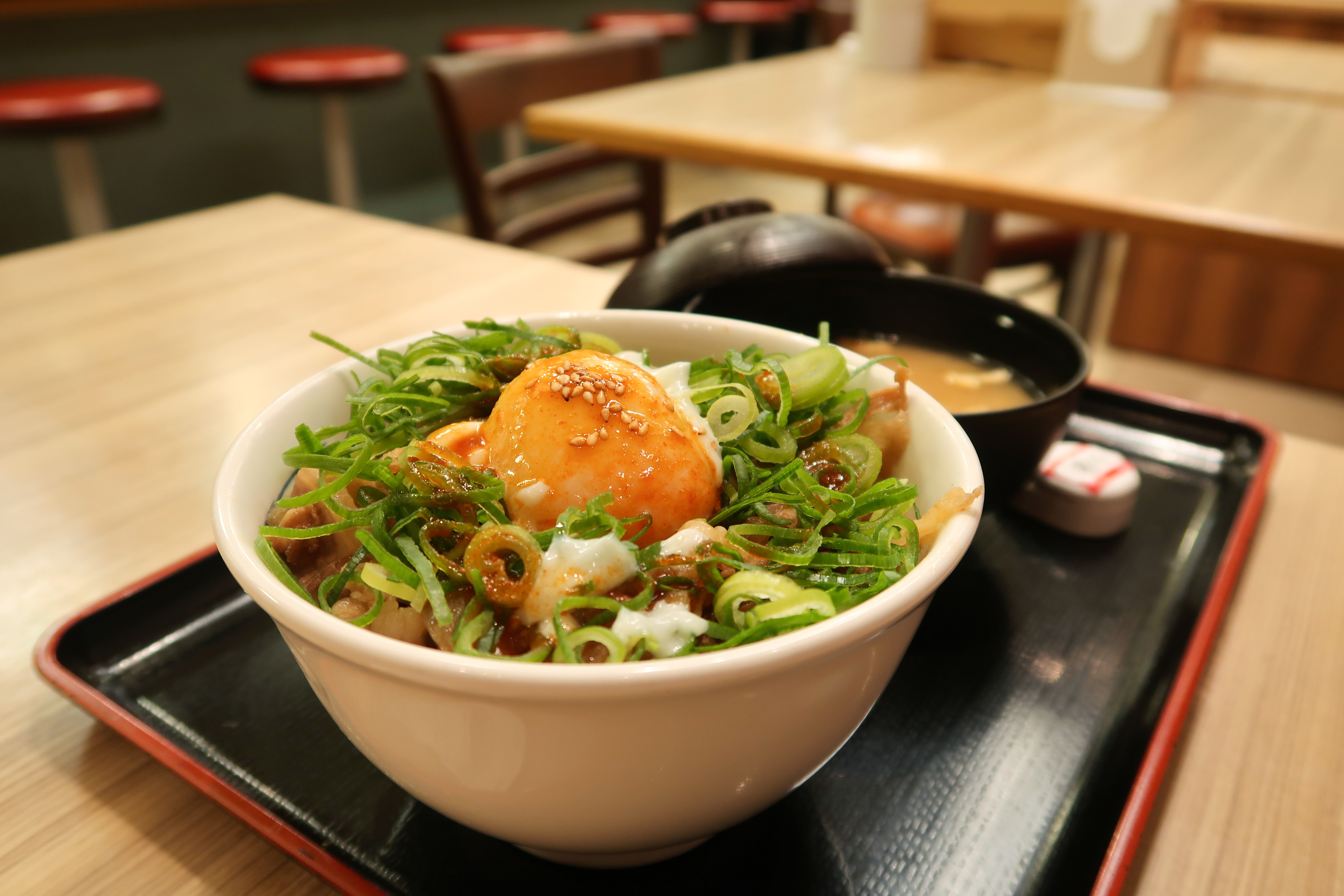
파듬뿍 프리미엄 알싸한 파계란 규메시
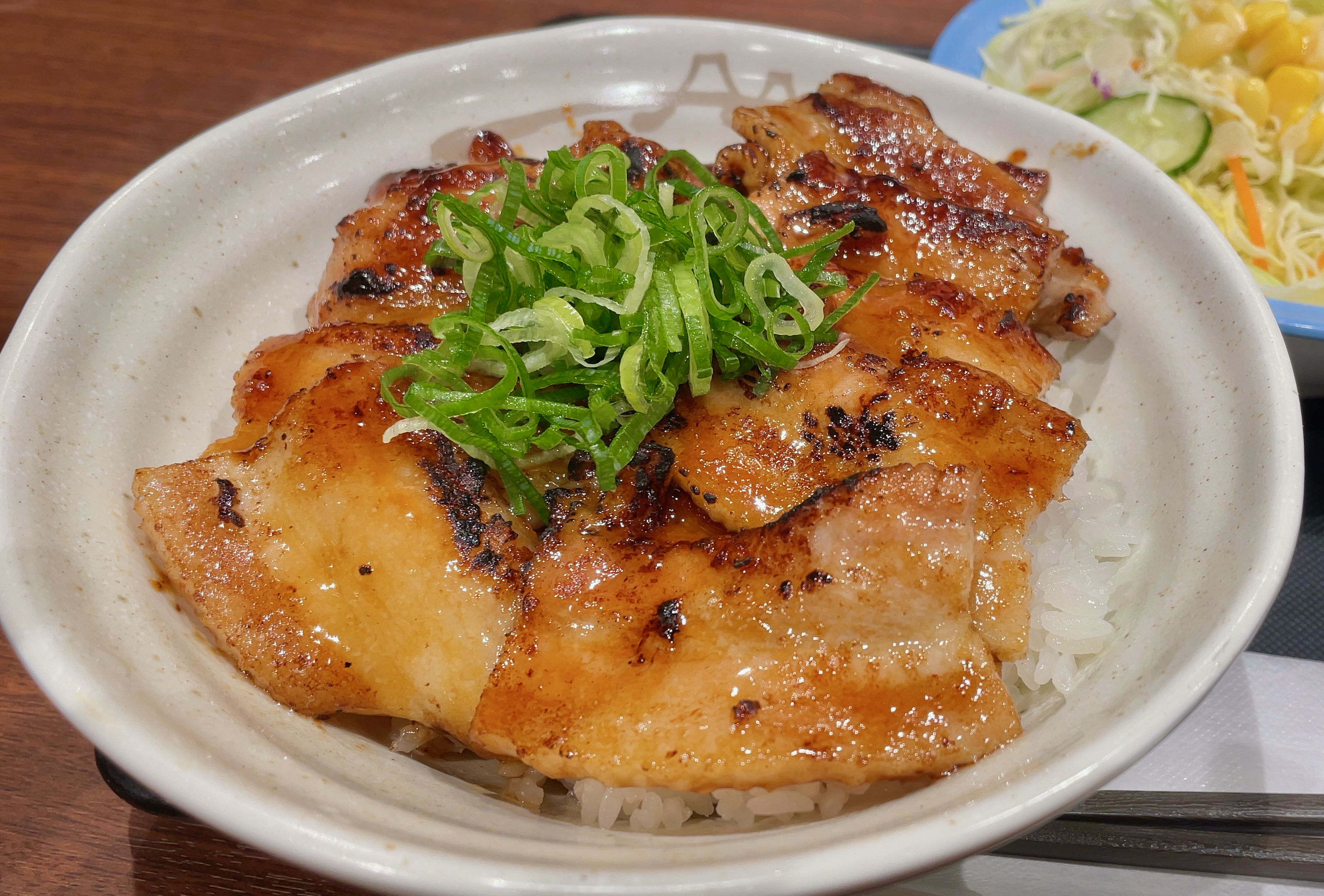
구운 도카치 돼지고기 덮밥
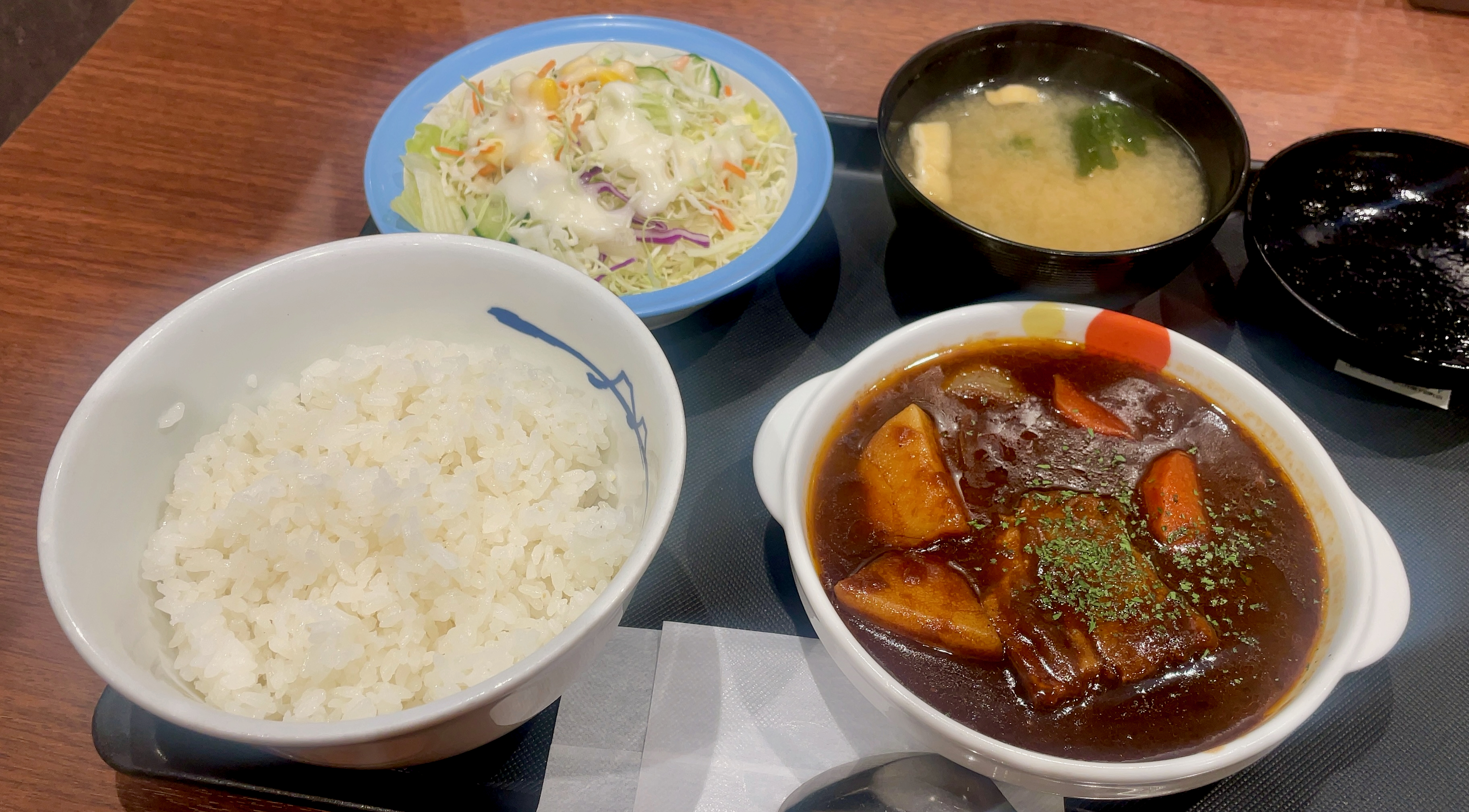
비프스튜정식
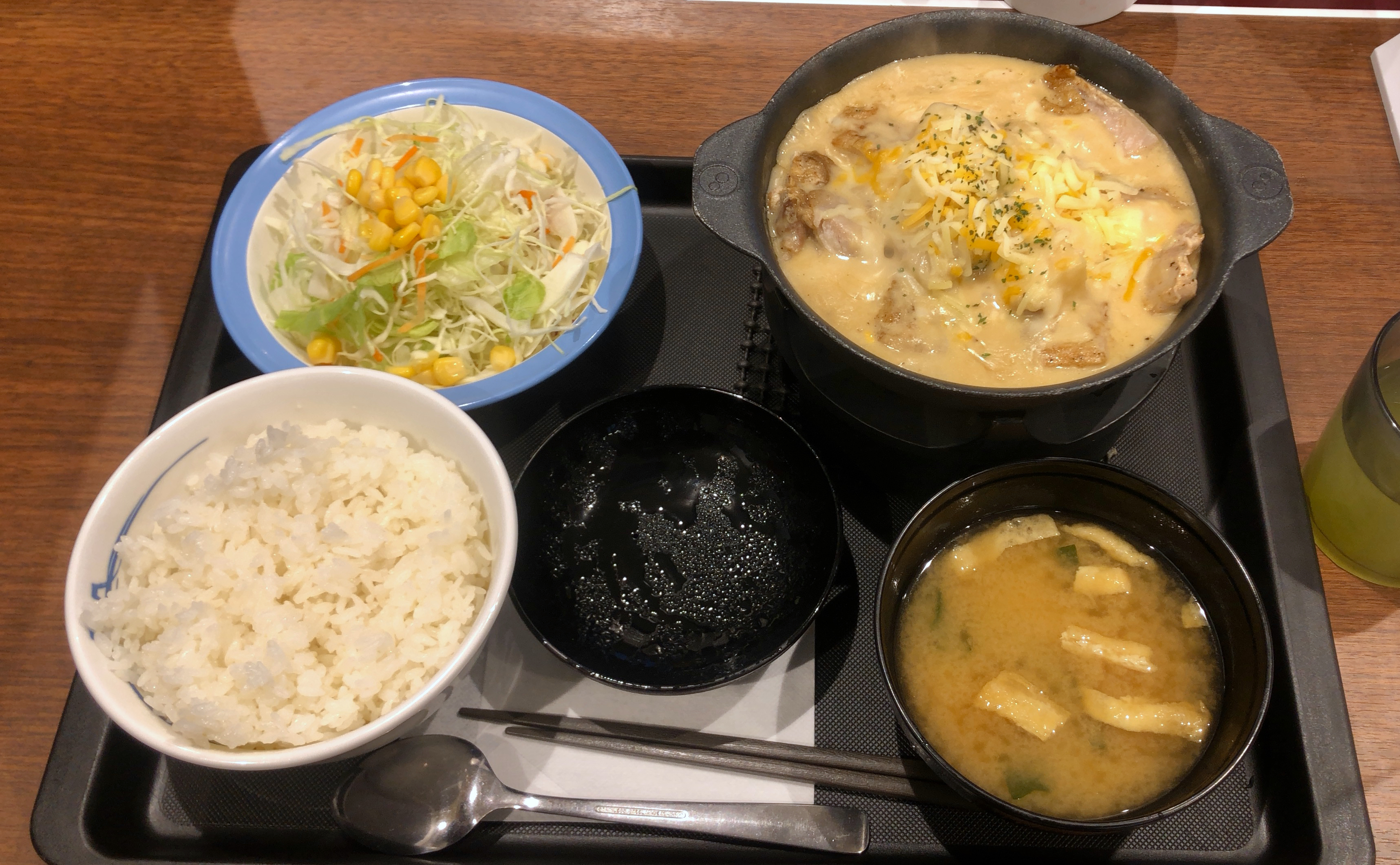
슈쿠메루리(조지아 요리) 나베정식
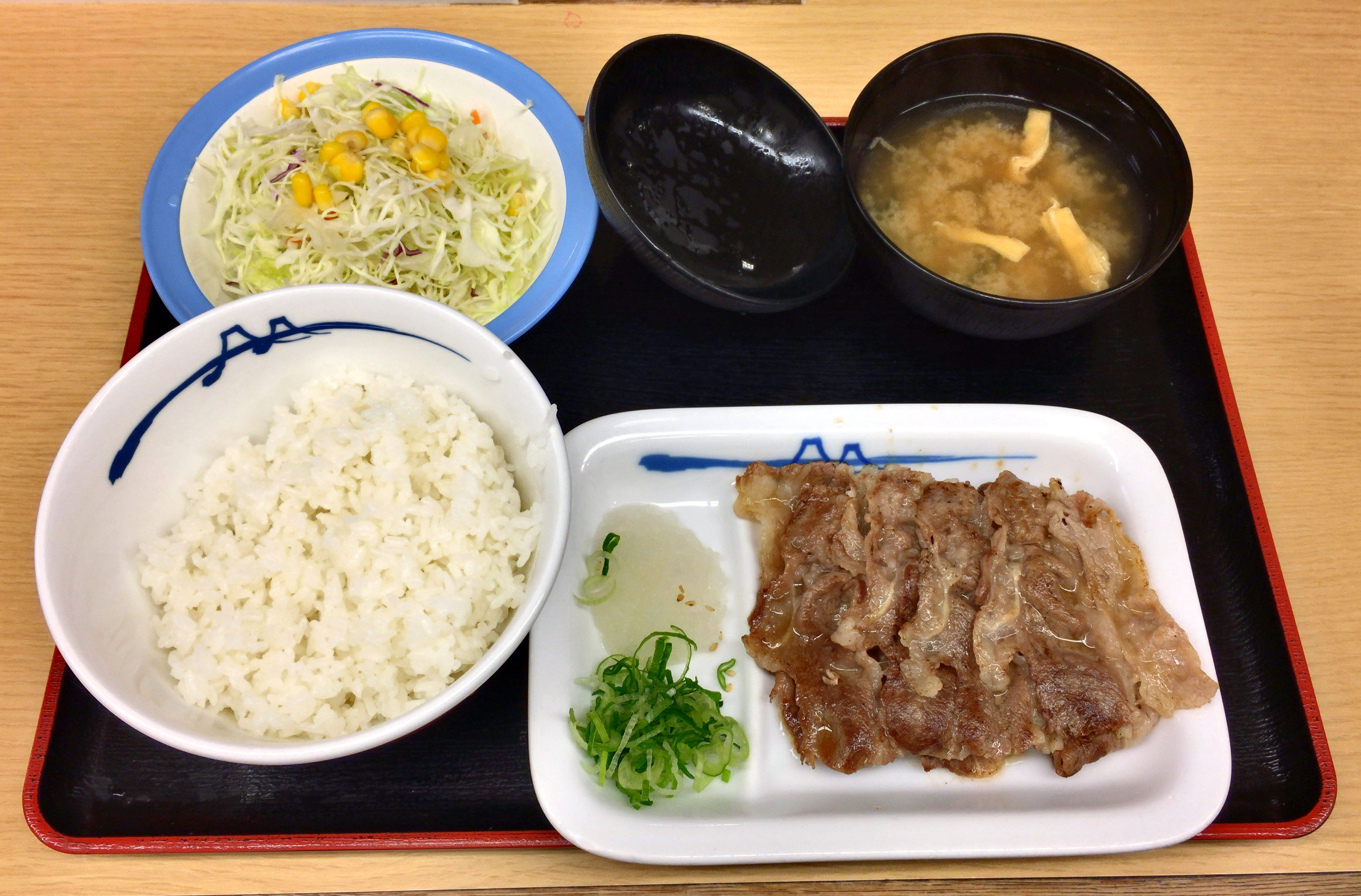
소고기 야키니쿠 정식
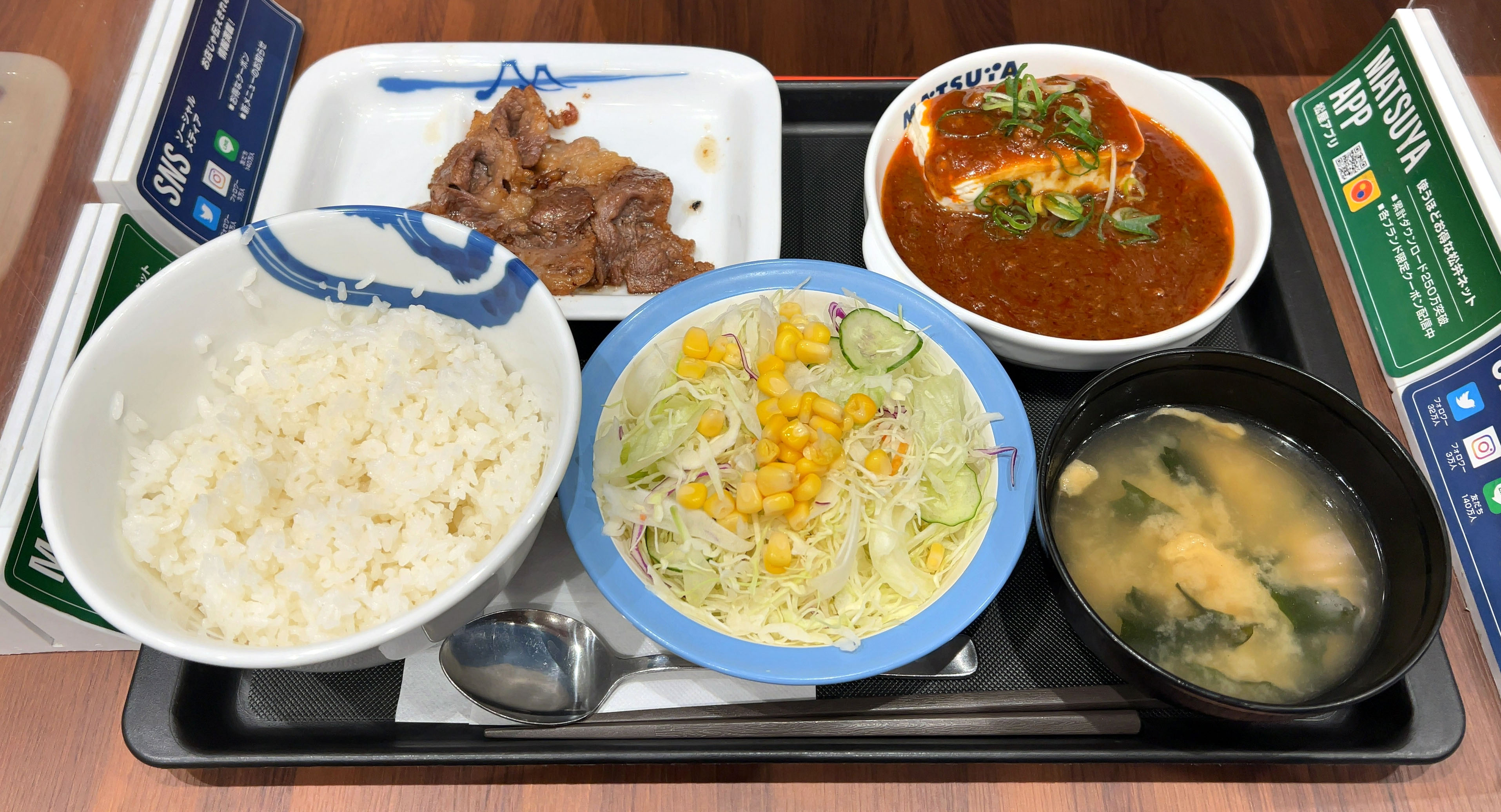
후지산 두부 정통 마파모듬 갈비구이 정식
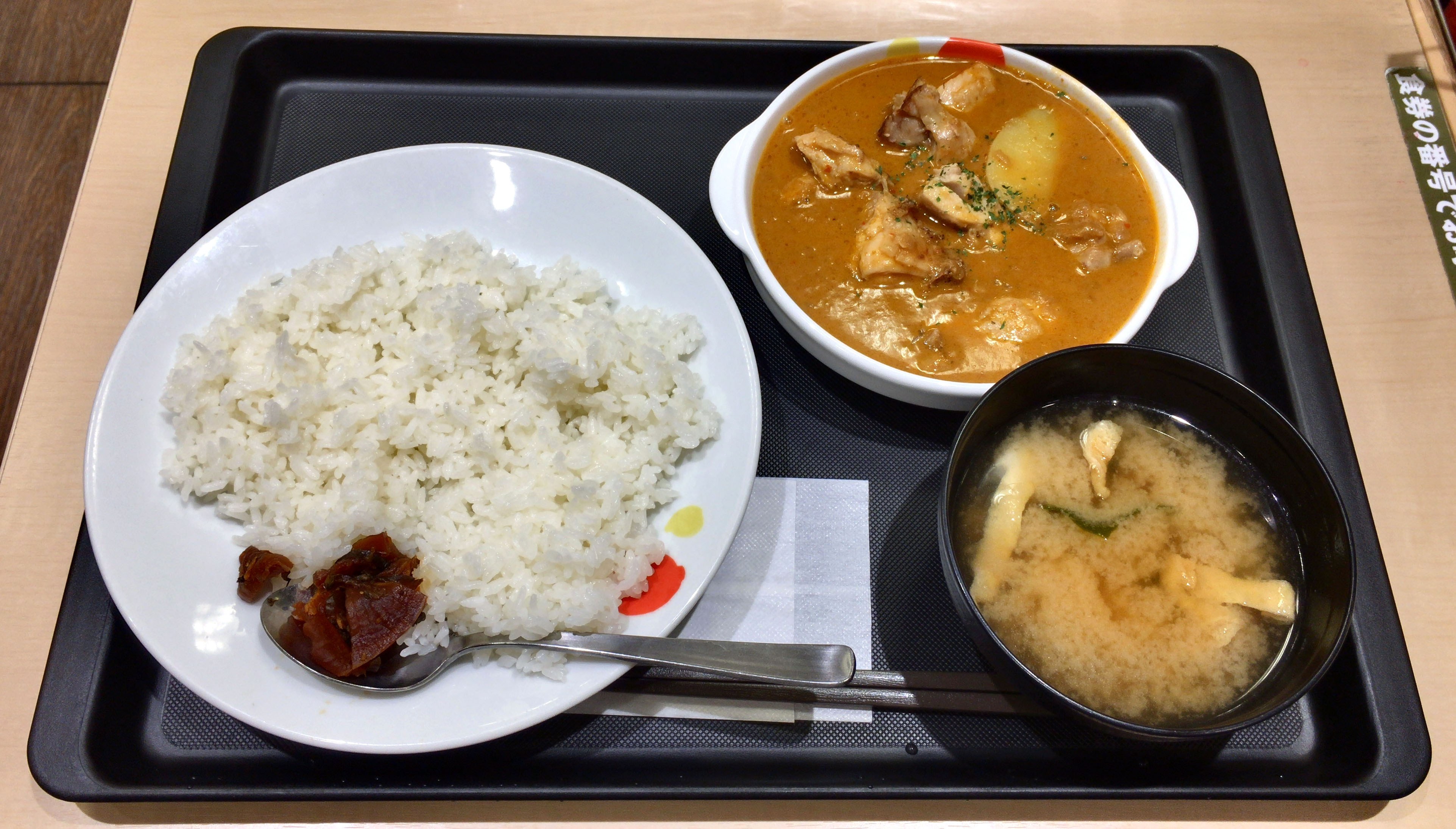
맛상커리
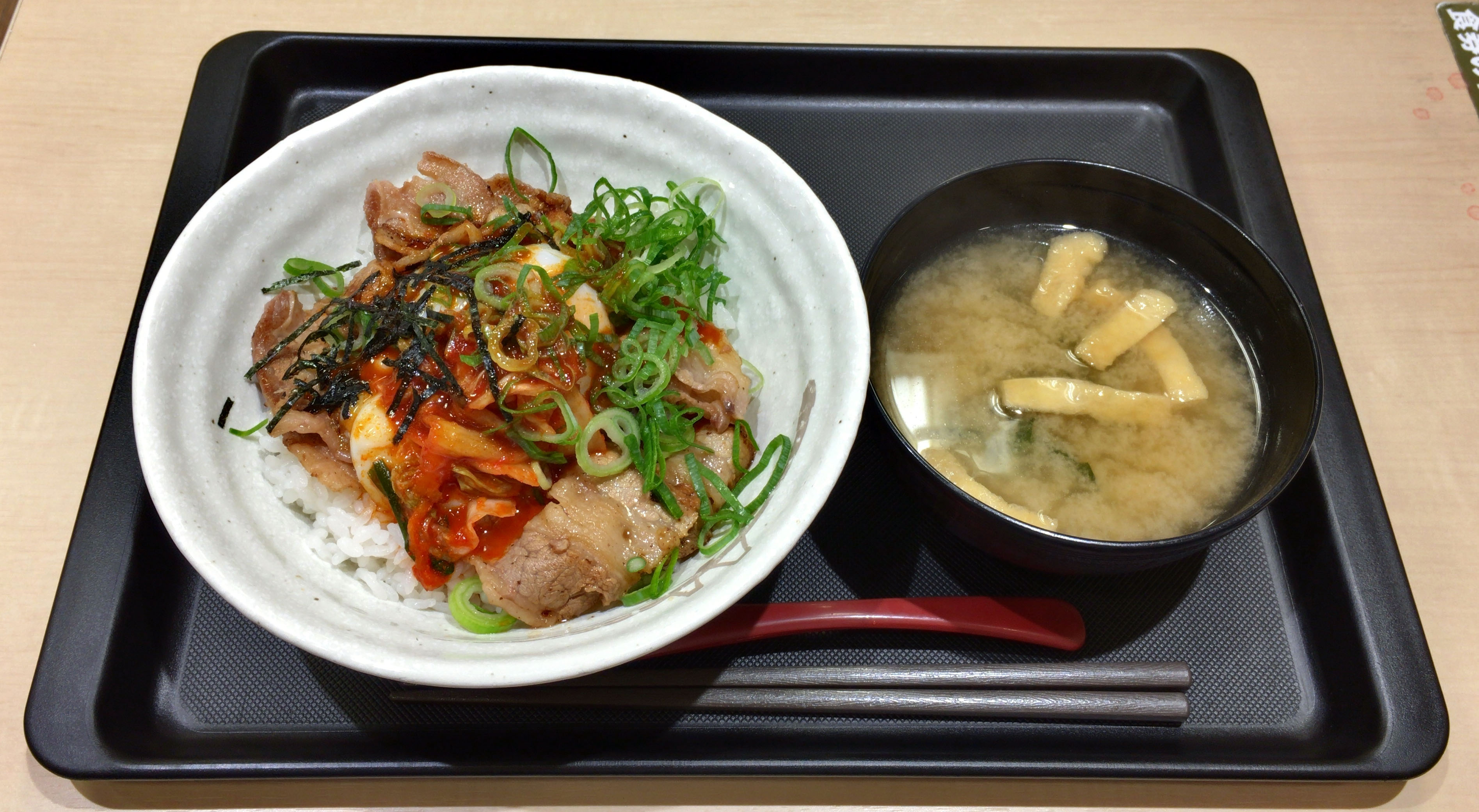
소고기 구이 비빔덮밥 (590엔)
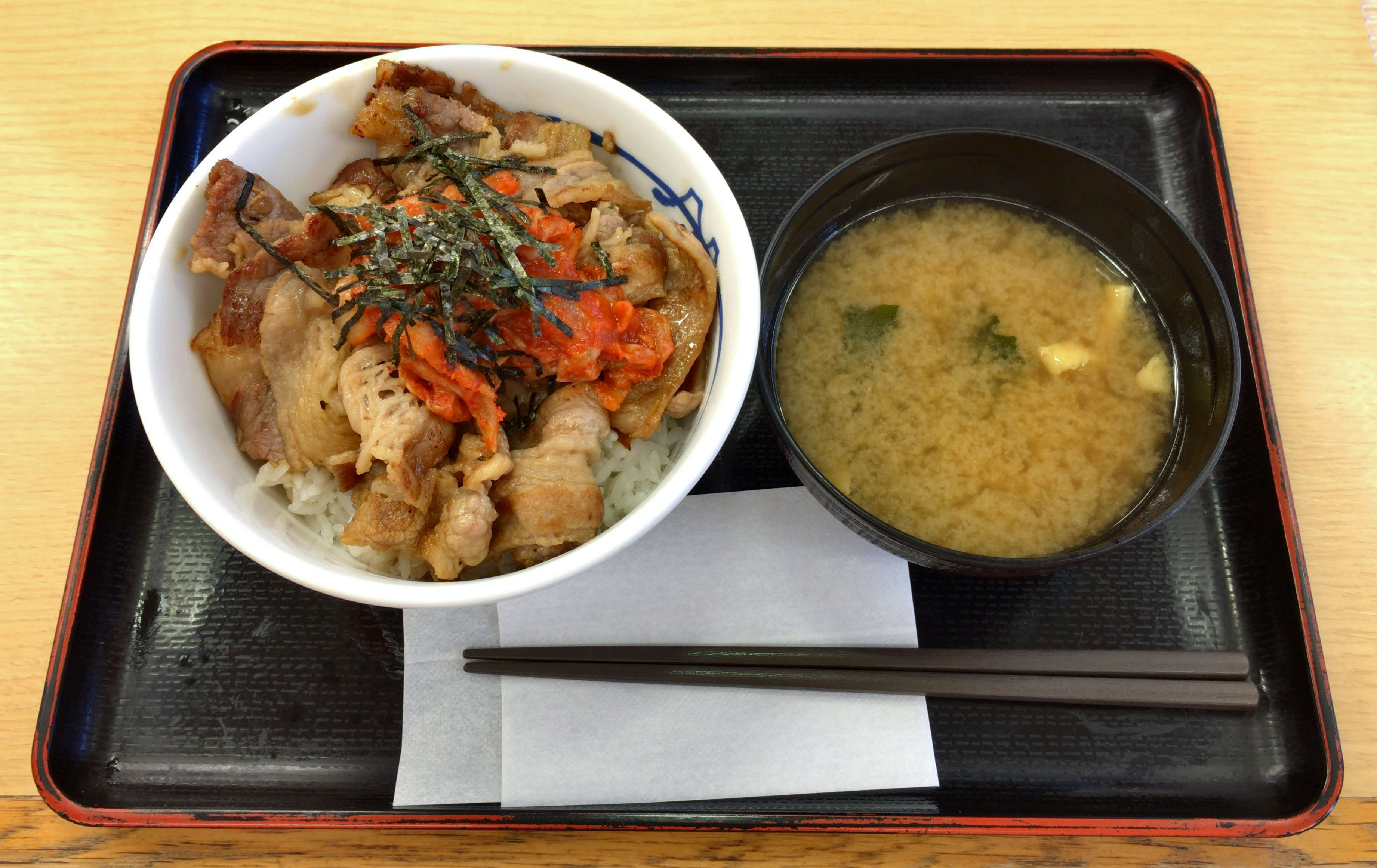
김치갈비 덮밥 (590엔)
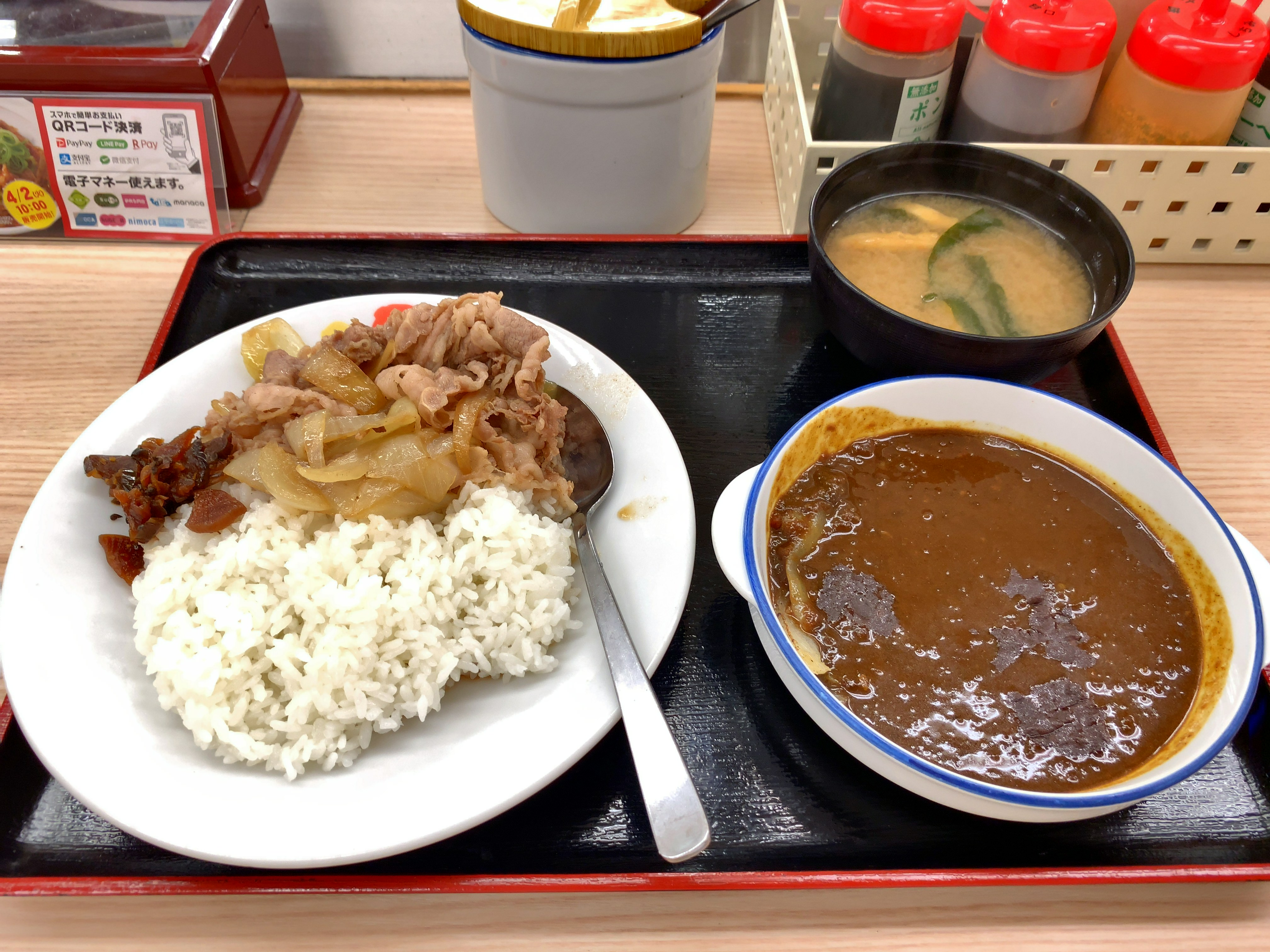
비프 카레규 (소고기 카레라이스)
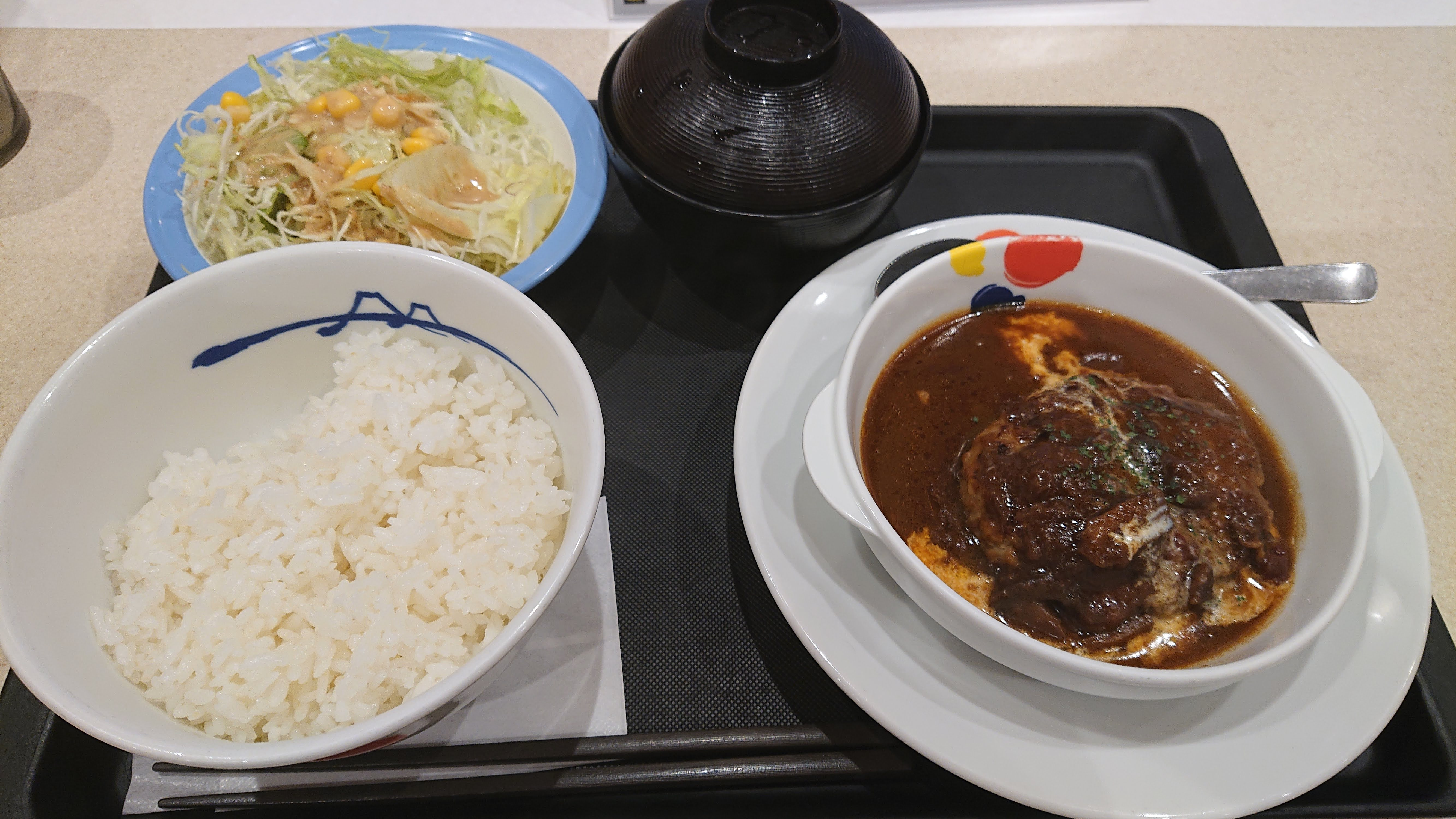
브라운소스 함박스테이크 정식
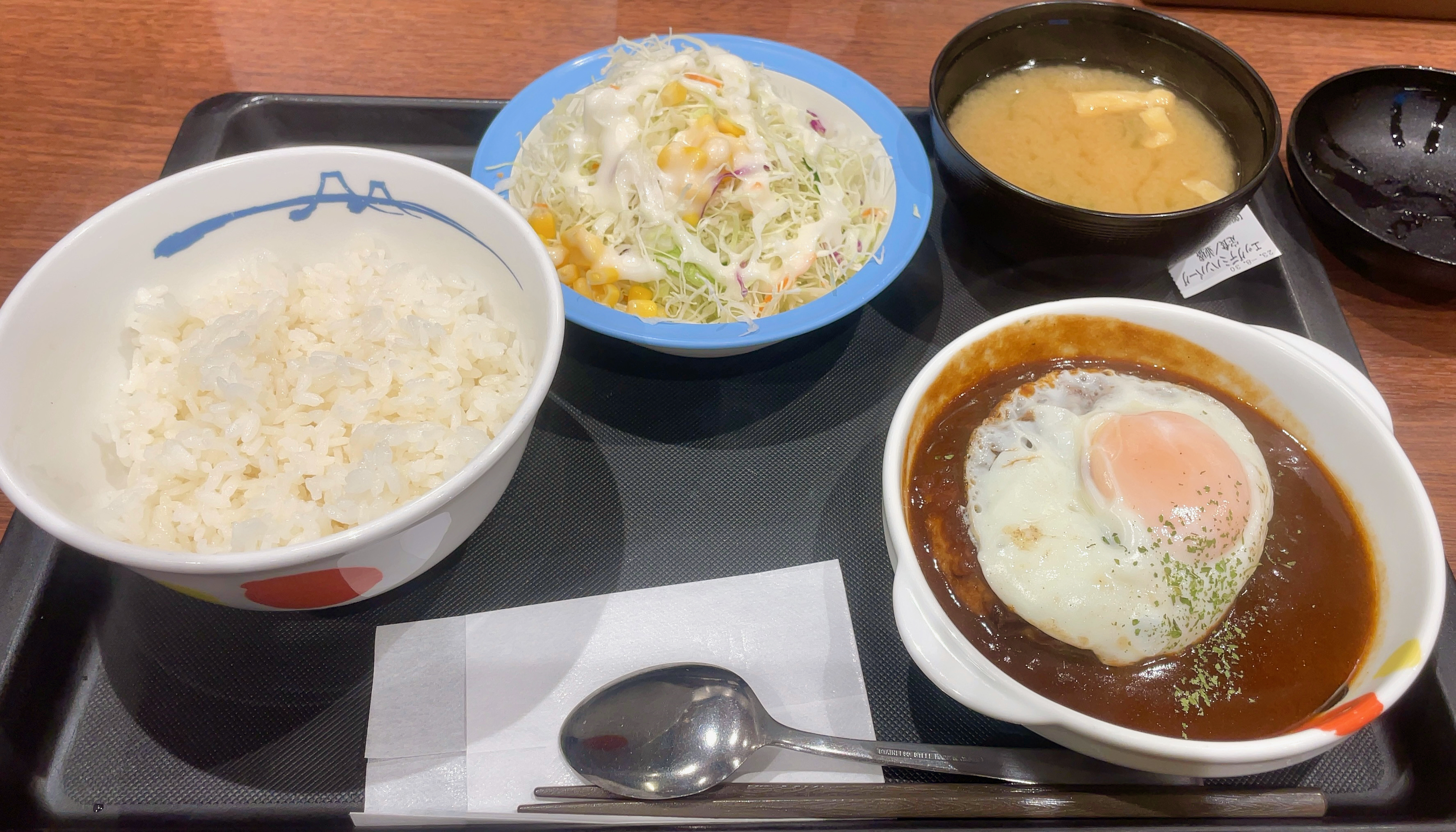
에그 데미글라스 함박스테이크 정식
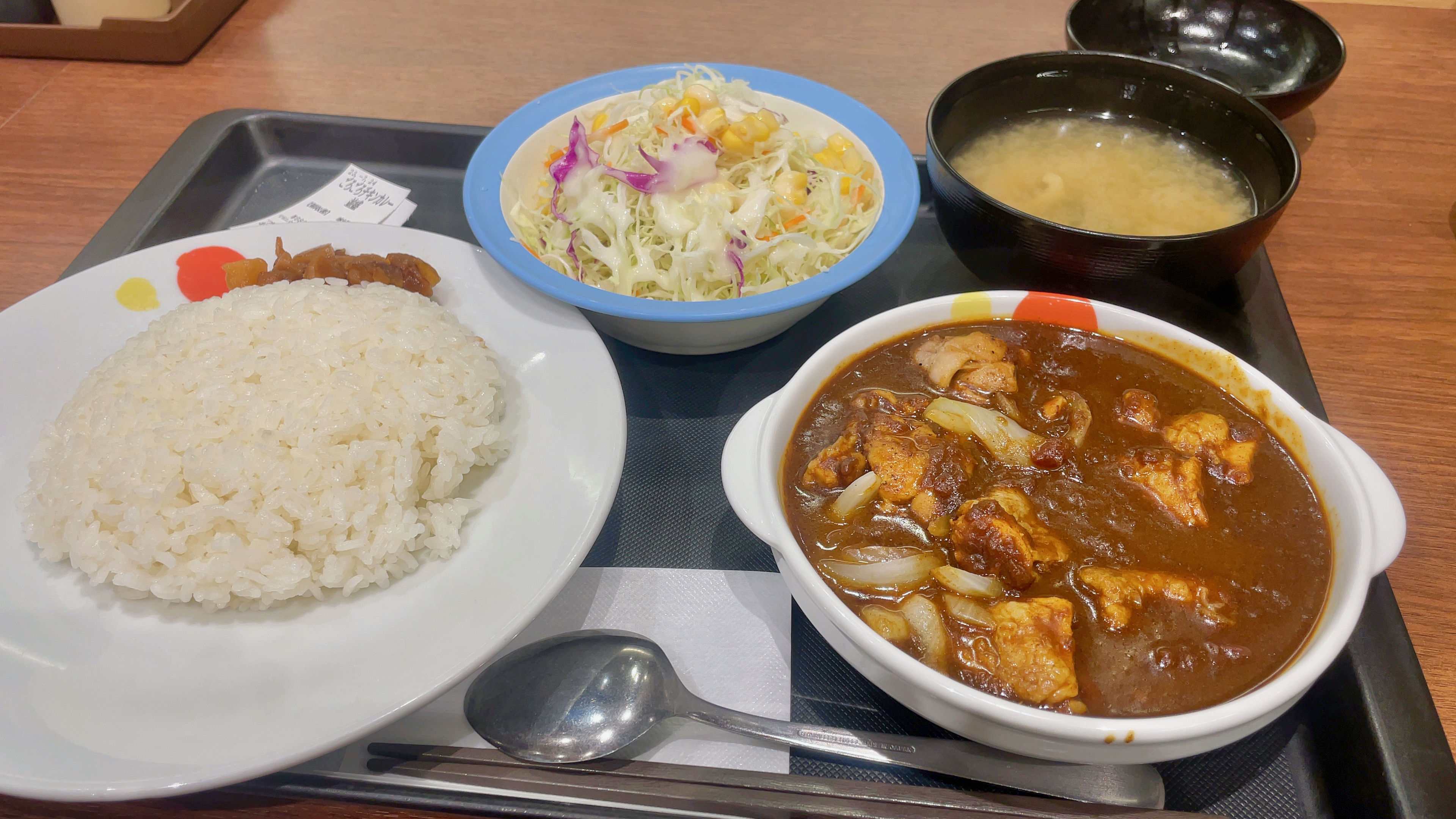
데굴데굴한 조림치킨 카레

## 점포
2024년 1월 기준으로 일본에 1580개 점포가 있다(그룹 브랜드 포함). 이 중 57%인 904개 점포가 간토지방에 집중돼 있다. 아직 점포가 없는 지역은 돗토리현, 시마네현, 나가사키현이다. 단, 마츠야푸드의 공식 사이트 '물건 정보 모집'에서는 계속 점포용 건물을 모집하고 있기 때문에 향후 진출할 가능성도 있다.
해외에서는 중국 상하이시에 마쓰노야 브랜드 매장이 7개, 대만에 마쓰야 브랜드 매장이 10개 있다. 또 라면 이자카야, 돈가스 전문점 등을 미국 뉴욕에서 운영하고 있다.

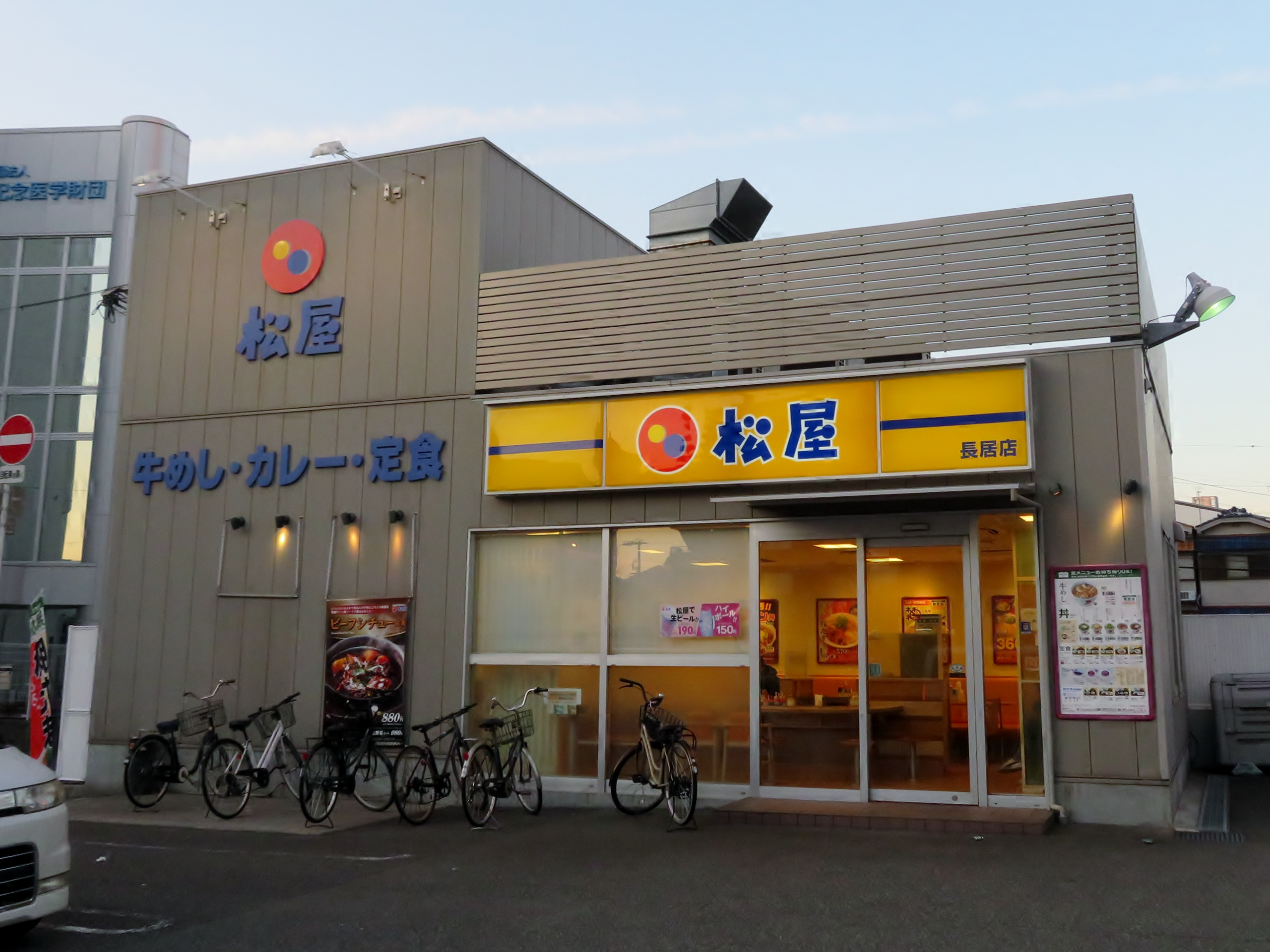
마쓰야 나가이점 (오사카시 스미요시구)
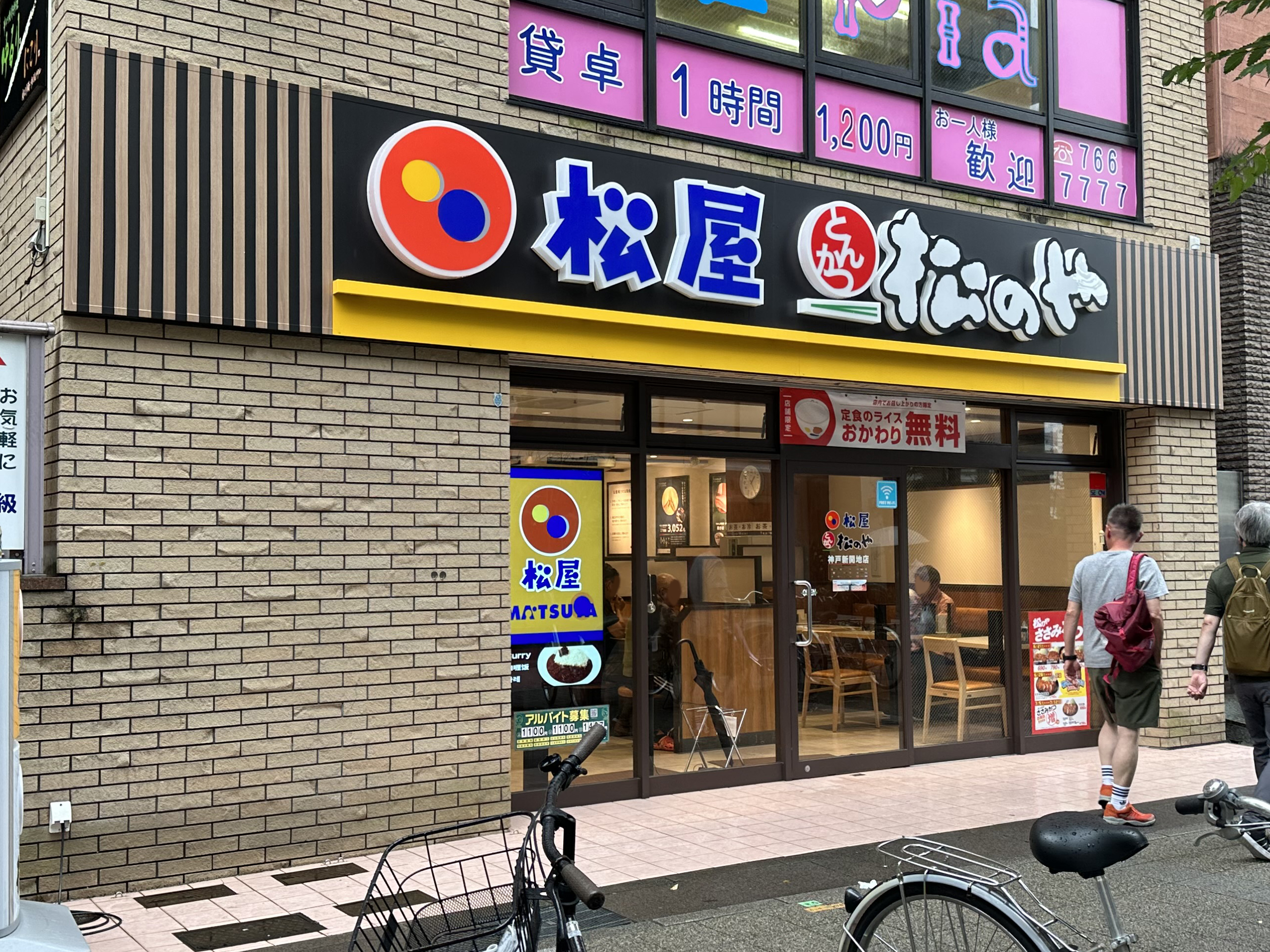
마쓰노야가 합쳐져 있는 마쓰야 고베 신카이치점
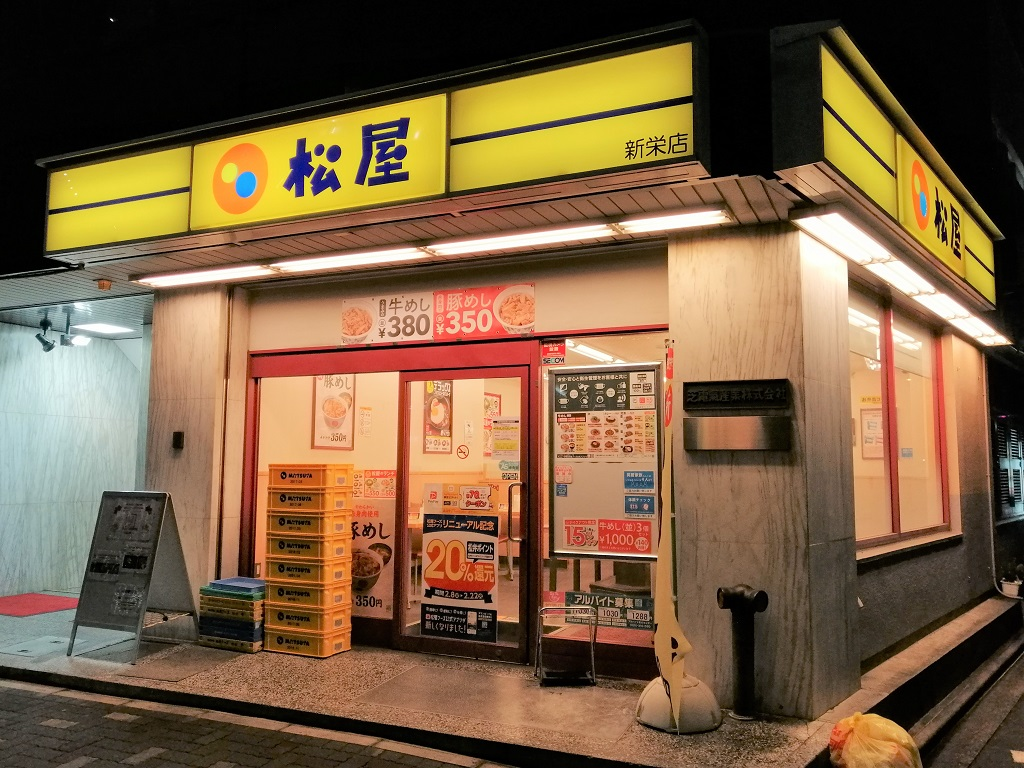
마쓰야 신사카에점 (나고야시)
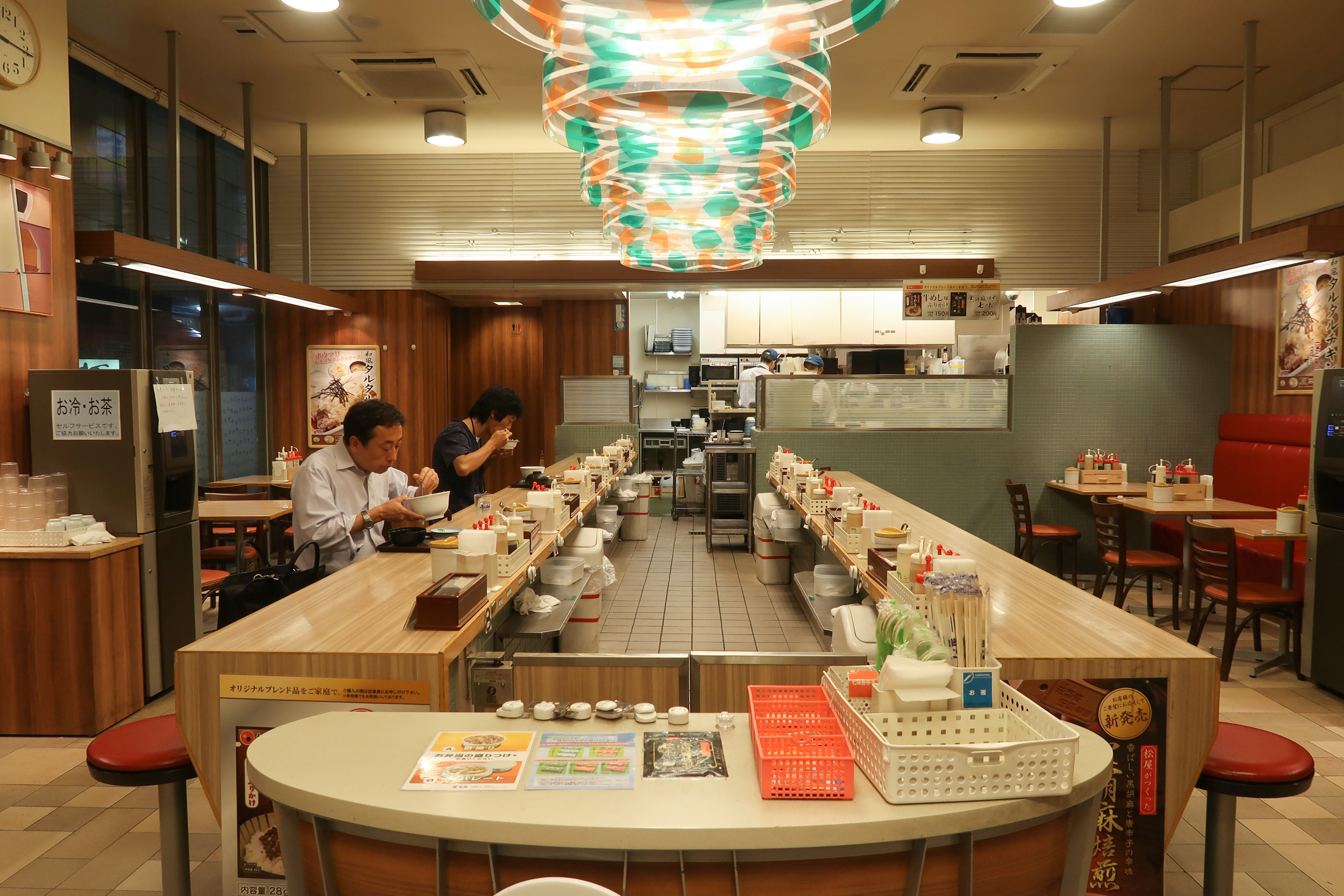
마쓰야 롯폰기 4초메점 카운터석
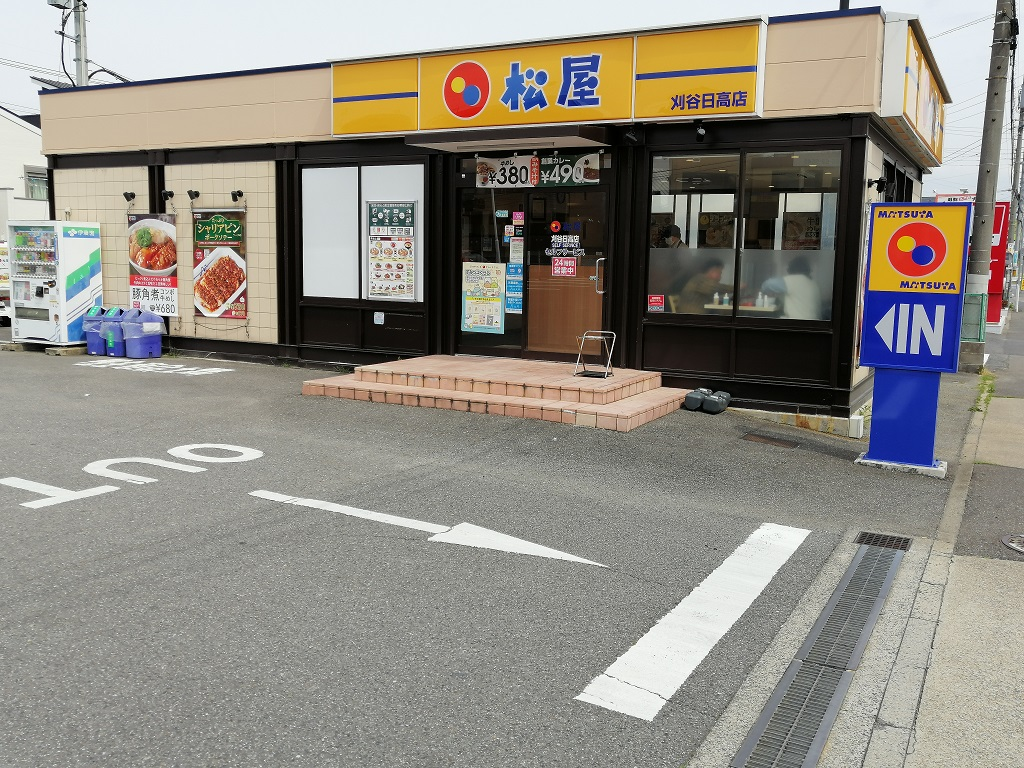
주차장이 있는 마쓰야 가리야히다카점 (아이치현)

## 마쓰야 이외의 직영점

### 돈까스 사업
- 마쓰노야 (松のや) - 돈가스 전문점. 2005년 7월에 '흑돼지 돈까스&일식 정식집 마쓰노야'로서 도쿄도 신주쿠구에 1호점을 개점해, 그 후는 마쓰야 또는 마이컬리 식당과의 병설 업태로서 신규 출점이나 기존 점포의 리모델링에 의해서 점포수를 늘리고 있다. 2016년에 100개 점포를 달성한 것을 계기로, 본격적인 해외 전개를 향해서 '마쓰노야(松乃家)'라면 한자뿐이기 때문에 중국 요리점에 착각하기 쉽다'라는 이유로 표기를 '마쓰노야(松のや)'로 변경했다. 2023년 3월에 300개 점포를 달성했다.

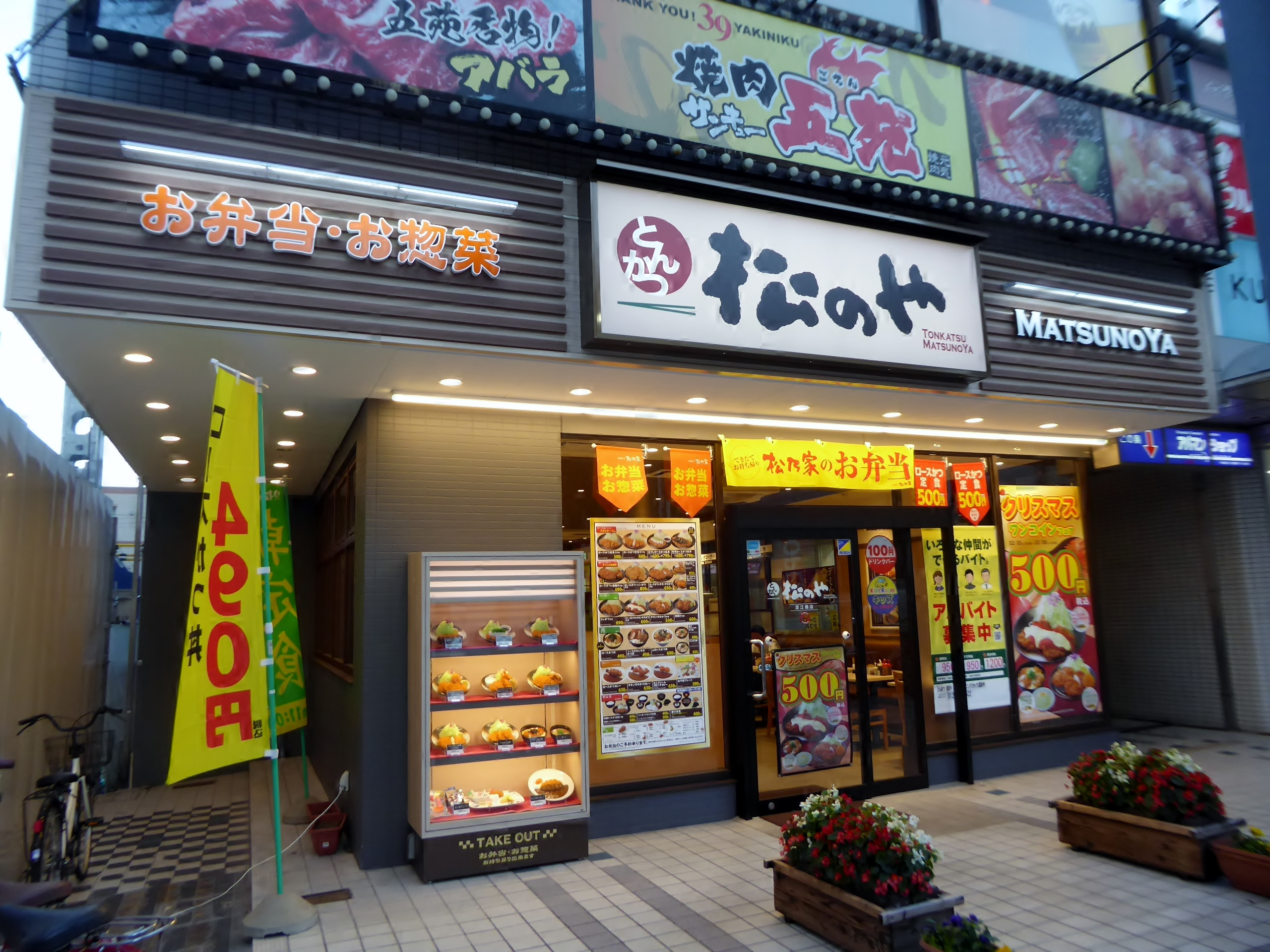
마쓰노야 점포

### 카레라이스 사업
- 마이컬리 식당 - 카레라이스 전문점. 2013년 9월, 도쿄도 시부야구에 1호점을 개점(지금은 없음). 2020년경부터 마쓰야 또는 마쓰노야와 합쳐진 점포로서 신규 출점이나 기존 점포의 리모델링에 의해서 점포수를 늘리고 있다. 2021년 12월에 100개 점포를 달성했다.

### 초밥 사업
- 스시마쓰 (すし松) - 2006년 3월에 주식회사 고바야시 푸드 인터내셔널에서 인수한 회전초밥점
- 후쿠마쓰 (福松) - 2006년 3월에 주식회사 고바야시 푸드 인터내셔널에서 인수한 초밥, 일식집

### 중화요리, 라면 사업
- 마쓰켄 중화식당 (松軒中華食堂) - 2017년 8월 22일, 지토세카라스야마역 북쪽 출구(도쿄도 세타가야구)에 1호점을 개점했다. 라면 외에 중국 음식 정식 메뉴도 있다.

## 같이 보기
- 돈부리
- 스키야
- 요시노야